# Robinvale Airport
Robinvale Airport är en flygplats i Australien. Den ligger i kommunen Swan Hill och delstaten Victoria, omkring 400 kilometer nordväst om delstatshuvudstaden Melbourne.
Runt Robinvale Airport är det mycket glesbefolkat, med 3 invånare per kvadratkilometer.. Närmaste större samhälle är Robinvale, nära Robinvale Airport. 
Omgivningarna runt Robinvale Airport är i huvudsak ett öppet busklandskap. Genomsnittlig årsnederbörd är 322 millimeter. Den regnigaste månaden är februari, med i genomsnitt 58 mm nederbörd, och den torraste är november, med 9 mm nederbörd.